# Соломон Ибн Габирол Авицеброн
Соломон ибн Габирол (хебр. שלמה אבן גבירול, латинизовано: Avicebron; Малага, око 1021 — Валенсија, око 1058) је био шпанско-јеврејски филозоф и песник из Ал-Андалуза. Сматра се једним од најзначајнијих представника неоплатонистичке средњовековне филозофе.
Ибн-Габиролово најважније дело „Извор живота“ (Yanbūʿ al-Hayāh) је написано на арапском језику, али је познато само у латинском преводу. У њему је покушао да принцип божијег стварања света из ничега споји с идејом еманације. Универзална материја дефинисана је као телесна и духовна материја, а од материје је слободан само Бог, налазећи се “с оне стране материје и облика”. На највишем ступњу Авицебронове хијерархијске лествице се налази универзална форма, која садржи све форме, док су на најнижем осетилне ствари. Воља је основни стваралачки узрок света, “извор живота”. Воља је уједно и бог какав нам се манифестује у акцији. Авицеброн је упоређивао свет с дрветом. Корени дрвета су материја, гране — пролазне супстанције, лишће — индивидуална обележја, цветови — душе, а плодови — анђели. Та његова слика се касније често сусреће у хришћанској схоластици.
Ависеброн је писао и јеврејске мистичне химне.

## Биографија
Соломон ибн Габирол је један од најзначајнијих представника неоплатонизма. Иако се својим гледиштима врло рано супротставио гледиштима Томе Аквинског његови погледи били су прихваћени међу фрањевцима и августиновцима 13. века. У свом главном делу „Извор живота” покушао је да пантеистички принцип божијег стварања света ни из чега споји с идејом еманације. Универзална материја по Авицеброну је дефинисана као телесна и духовна материја док је само Бог слободан од материје и облика и он се налази „с оне стране материје и облика”. На највишем ступњу хијерархијске Авицебронове лествице је универзална форма и она садржи све форме. На најнижем степену су осетилне ствари. Воља је, а не мишљење, основни стваралачки узрок света, „Извор живота”. Воља је уједно и бог и он се манифестује у акцији. Авуцеброн свет упоређује са дрветом. Корени дрвета су материја, гране су пролазне супстанције, лишће су индивидуална обележја, цветови су душе, а плодови су анђели. Ова Ависебронова слика се често сусреће у хришћанској схоластици. По Авицеброну свуда у васељени, па чак и у духовним супстанцијама, налази се јединство форме и материје. Материју, дакле, треба схватити као суштинску потенцијалност која се одликује телесношћу само на једном одређеном нивоу. Отуда материја не може бити принцип индивидуације, па морају постојати индивидуалне духовне супстанције. То значи да принцип индивидуације није материја, већ форма. Појединачна ствар истовремено може поседовати више од једне форме. Индивидуалност неке ствари може одређивати мноштво супстанцијалних форми.
Свет настаје из божанског јединства кроз низ еманација. Посредника између Бога и света треба тражити у божанској вољи, која происходи из Бога. Она истовремено ствара и одржава свет. Из те воље произлазе форме које су, као што смо видели, суштински сједињене с материјом. Другим, речима могло би се рећи да из универзалног ума произлази душа, из душе произлази природа, док из природе произлазе тела темпоралног света. Бог у својој суштини остаје изван моћи људског схватања и поимања, али је наш животни циљ да путем сазнања и вере постигнемо спасење и победимо своју чулну природу. То је утолико важније јер је живот у сваком другом погледу бесмислен, што сугерише песимистички тон његове поезије. Авицеброн је писао и јеврејске мистичне химне.